# Нгуен Ван Кы
Нгуен Ван Кы (вьет. Nguyễn Văn Cừ, 9 июля 1912 или 7 сентября 1912, Бакнинь — 28 августа 1941, Хошимин) — вьетнамский революционер, генеральный секретарь Коммунистической партии Индокитая в 1938—1940 годах. Считался потомком в 17 колене государственного и военного деятеля XV века Нгуен Чая.

## Биография
Родился в деревне Фукхэ уезда Тышон провинции Бакнинь. В 1927 году присоединился к движению революционной молодежи Вьетнама, в 1929 вступил в одну из групп, впоследствии сформировавших Коммунистическую партию Индокитая, в 1930 году назначен партийным секретарем в Уонг Би, провинция Куангнинь. Был арестован французскими колониальными властями, приговорен к каторге и отправлен на архипелаг Кондао.
В 1936 году Нгуен Ван Кы освободился из заключения и вёл подпольную работу в Ханое. В сентябре 1937 года участвовал в конференции Коммунистической партии Вьетнама, а в 1938 году был избран её генеральным секретарем в возрасте 26 лет.
На посту генерального секретаря вёл большую организационную работу по созданию единого Индокитайского антиимпериалистического фронта, внес большой вклад в выработку стратегии КПВ по вопросам отношений к различным социальным и этническим группам, партийного строительства, тактики и стратегии национально-освободительной борьбы.
В июне 1940 года арестован французскими колониальными властями в Сайгоне и приговорён к смертной казни.
28 августа 1941 года Нгуен Ван Кы был казнён вместе с другими видными деятелями коммунистической партии (Ха Хюи Тап, Нгуен Тхи Минь Кхай, Во Ван Тань, Фан Дань Лю).